# Cerreto Laghi
Cerreto Laghi è una frazione del comune di Ventasso ed è una nota stazione sciistica situata all'interno del Parco nazionale dell'Appennino Tosco-Emiliano. La sua posizione geografica fa sì che il suo bacino di utenza comprenda non solo la provincia di appartenenza, Reggio Emilia, ma anche la vicina Lunigiana e in particolare le province di Massa-Carrara e La Spezia.

## Geografia fisica
Cerreto Laghi si trova circa 2 chilometri a sud-est del Passo del Cerreto cui è collegata con una strada provinciale (SP 58) che si unisce alla statale SS63 proprio in corrispondenza del valico ove inizia il comune di Fivizzano. Il nome della località deriva dai piccoli specchi d'acqua presenti nella zona: il lago Cerretano è antistante il piazzale principale dell'abitato, più a valle si trovano i laghi Scuro, Le Gore e Pranda.

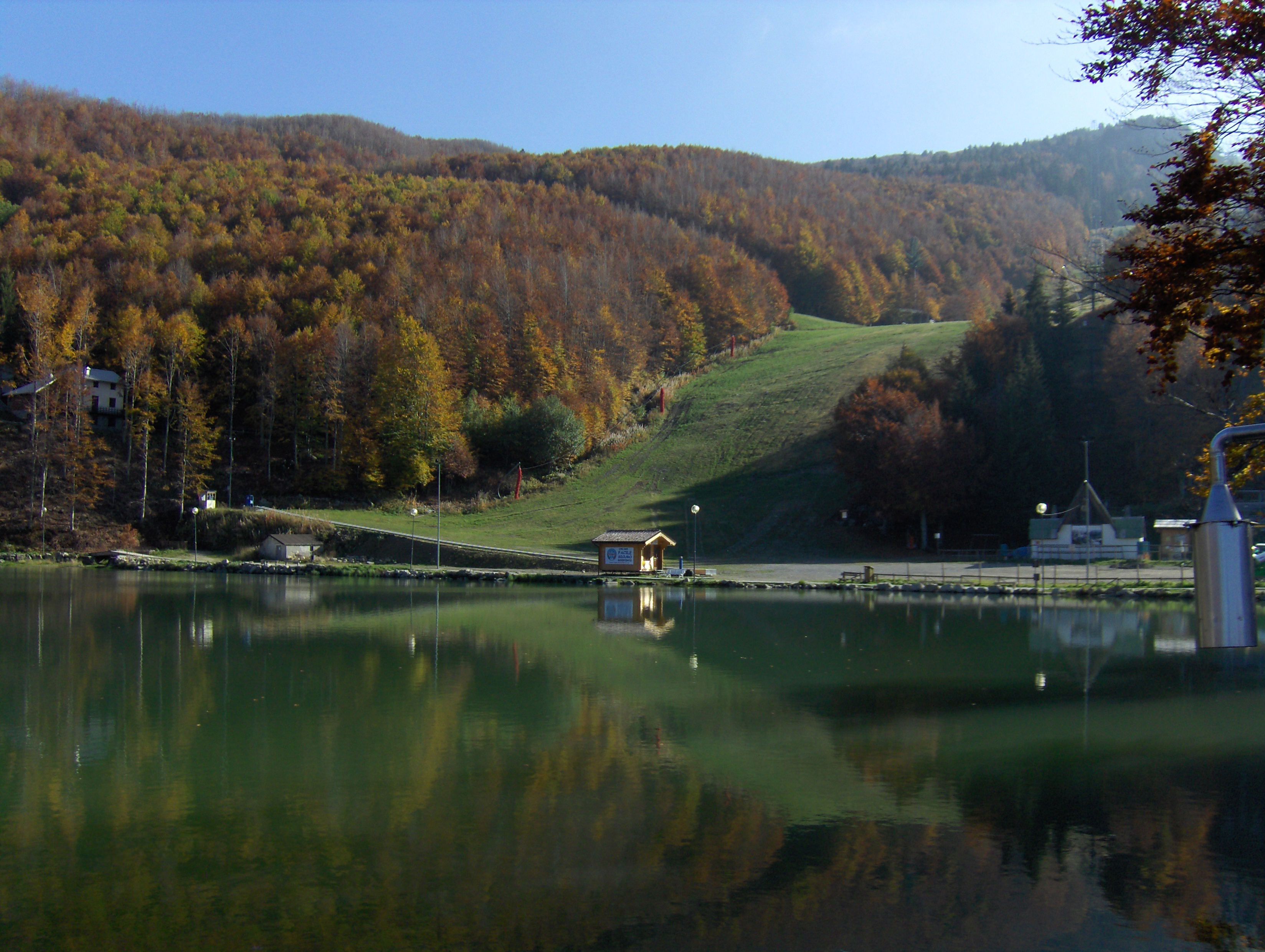
Veduta autunnale del Lago del Cerreto

Il centro abitato è situato ad un'altitudine di 1.344 m ed è posto lungo il versante settentrionale del Monte La Nuda. Cerreto Laghi è composto principalmente da alberghi, attività commerciali e seconde case con una popolazione residente di 118 abitanti.

## Stagione invernale
La stazione sciistica è costituita 11 tracciati serviti da 4 impianti di risalita, per un totale di 16 km di piste da sci alpino. Dal piazzale del lago Cerretano si accede all'area di arrivo e partenza delle piste Zero, Uno, Due e Tre che essenzialmente percorrono il medesimo pendio con diversi tracciati attraversando un bosco di abeti, faggi e cerri. La partenza di queste diverse piste è al limite superiore del bosco, in prossimità del rifugio La Piella a quota 1650 m di altitudine. Nella zona circostante all'arrivo della seggiovia quadriposto con partenza dal lago Cerretano vi è l'ulteriore impianto di risalita triposto che porta fino alla sommità del monte La Nuda. Dalla cima del monte è possibile percorrere 3 varianti di discesa che si innestano nelle 4 piste precedenti ed inoltre è possibile deviare lungo la pista Belfiore, che percorre il pendio della montagna svariando sul versante occidentale. Tutte queste piste ed i relativi collegamenti sono piste “rosse", eccetto una variante della discesa dal monte La Nuda, classificata tra le "nere". A queste piste va aggiunti il campo scuola munito di tapis roulant.
Un circuito di sci di fondo si snoda attorno al lago Pranda (12 km).
A circa metà strada tra il Rifugio La Piella ed il lago Cerretano, raggiungibile dalle piste 1 e 2, è stato allestito uno ’’snow-park‘’ per lo snowboard.
Un palazzetto di tipo olimpionico per la pratica degli sport invernali al coperto, detto “Palaghiaccio”, è situato lungo la strada provinciale alle porte del paese.
Dall'ottobre del 2012 la località ospita il Campionato mondiale del fungo, che per la 7ª edizione è divenuto l'evento conclusivo di un circuito di tre competizioni, che comprende anche il "Palio del Fungo Porcino - Fungo Flash" di Albareto ed il "Fungo Trek" di Prato Spilla.

## Stagione estiva
Cerreto Laghi si trova nel Parco Nazionale dell'Appennino Tosco-Emiliano e nella bella stagione è luogo di partenza per escursioni a piedi, cavallo e mountain bike verso (ad esempio) il Monte Alto, le Sorgenti del Secchia, l'Alpe di Succiso e la Cima Belfiore. Dieci nuovi percorsi per escursioni a piedi, con ciaspole, sci di fondo e mountain bike sono stati presentati.
Nel periodo estivo, la maggiore attrattiva è rappresentata dai laghi cerretani, un complesso di laghi di origine glaciale ubicati nei pressi della stazione turistica Cerreto Laghi. Cinque laghi, i più piccoli lago Gore, lago Scuro, il lago Lungo il lago Pranda e il lago Cerretano (o del Cerreto), quest'ultimo il più noto trovandosi di fronte alla piazza e alle piste di Cerreto Laghi. Il Lago Pranda invece è il più esteso, facilmente raggiungibile in pochi minuti dalla strada principale SP 58 e quindi da Cerreto Laghi, conserva ancora l'aspetto naturale di un tempo. È immerso in fitti boschi di faggio, dispone di ampie radure che consentono rilassanti pic-nic ai suoi visitatori, frequentato abitualmente da pescatori di trote e lucci.

## Distanze e collegamenti
I caselli autostradali più vicini sono quelli di Aulla sulla A15 e Reggio Emilia sulla A1 Milano-Bologna.
Le stazioni più vicine sono quelle di Fivizzano-Rometta (a 30 km) sull'Aulla-Lucca e quella di Aulla Lunigiana sulla linea Pontremolese. Gli aeroporti più vicini sono quelli di Parma, Bologna e Pisa.
| Località             | km | h/min |
| -------------------- | -- | ----- |
| Collagna             | 13 | 0.20  |
| Fivizzano            | 21 | 0.25  |
| Castelnovo ne' Monti | 33 | 0.40  |
| Aulla                | 38 | 0.45  |
| Reggio nell'Emilia   | 74 | 1.30  |
| Carrara              | 56 | 1.20  |
| La Spezia            | 61 | 1.05  |

## Galleria d'immagini

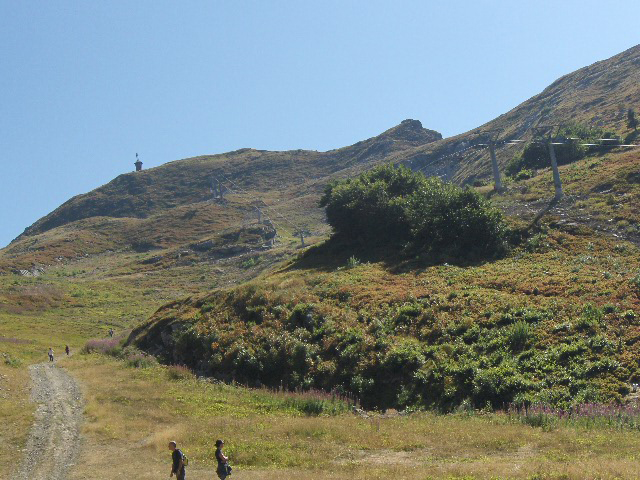
Veduta sulla cima del monte La Nuda.
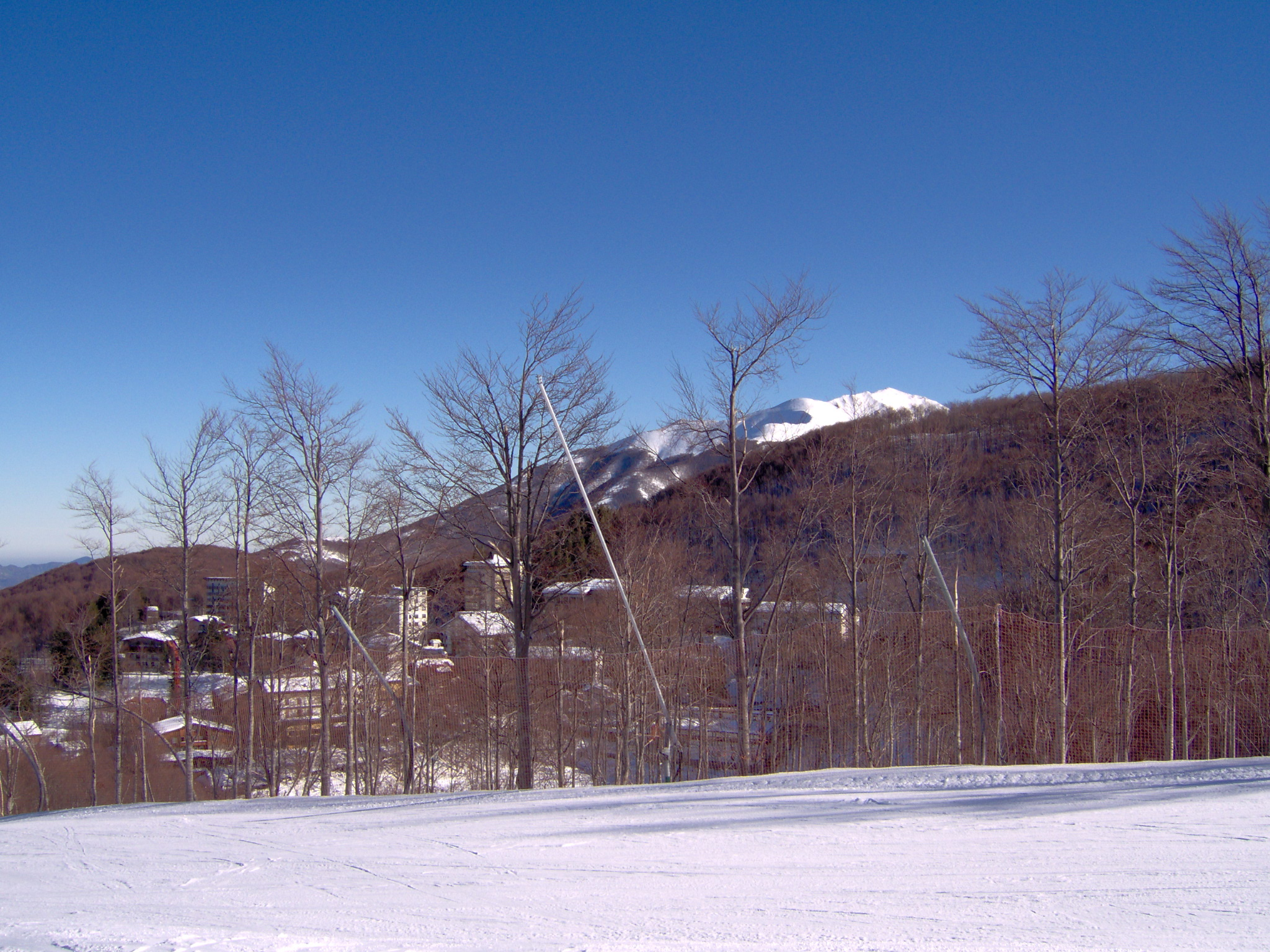
Veduta di Cerreto Laghi dalle piste.
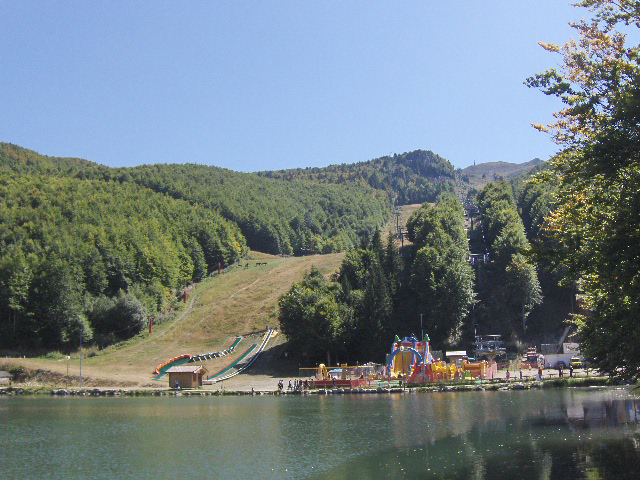
Veduta del lago del Cerreto nel periodo estivo
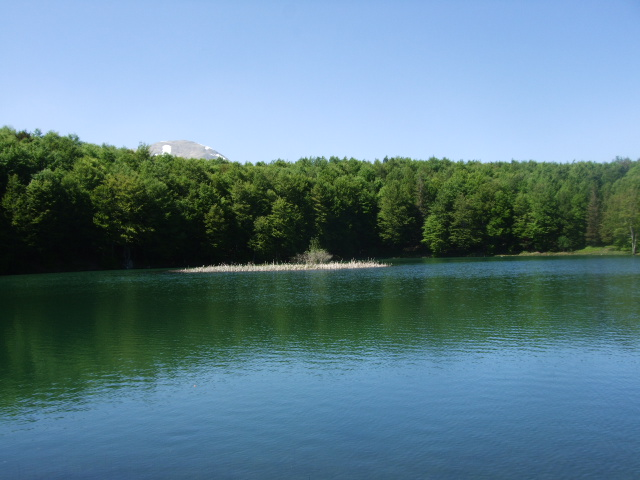
Il lago Pranda durante il periodo tardo primaverile
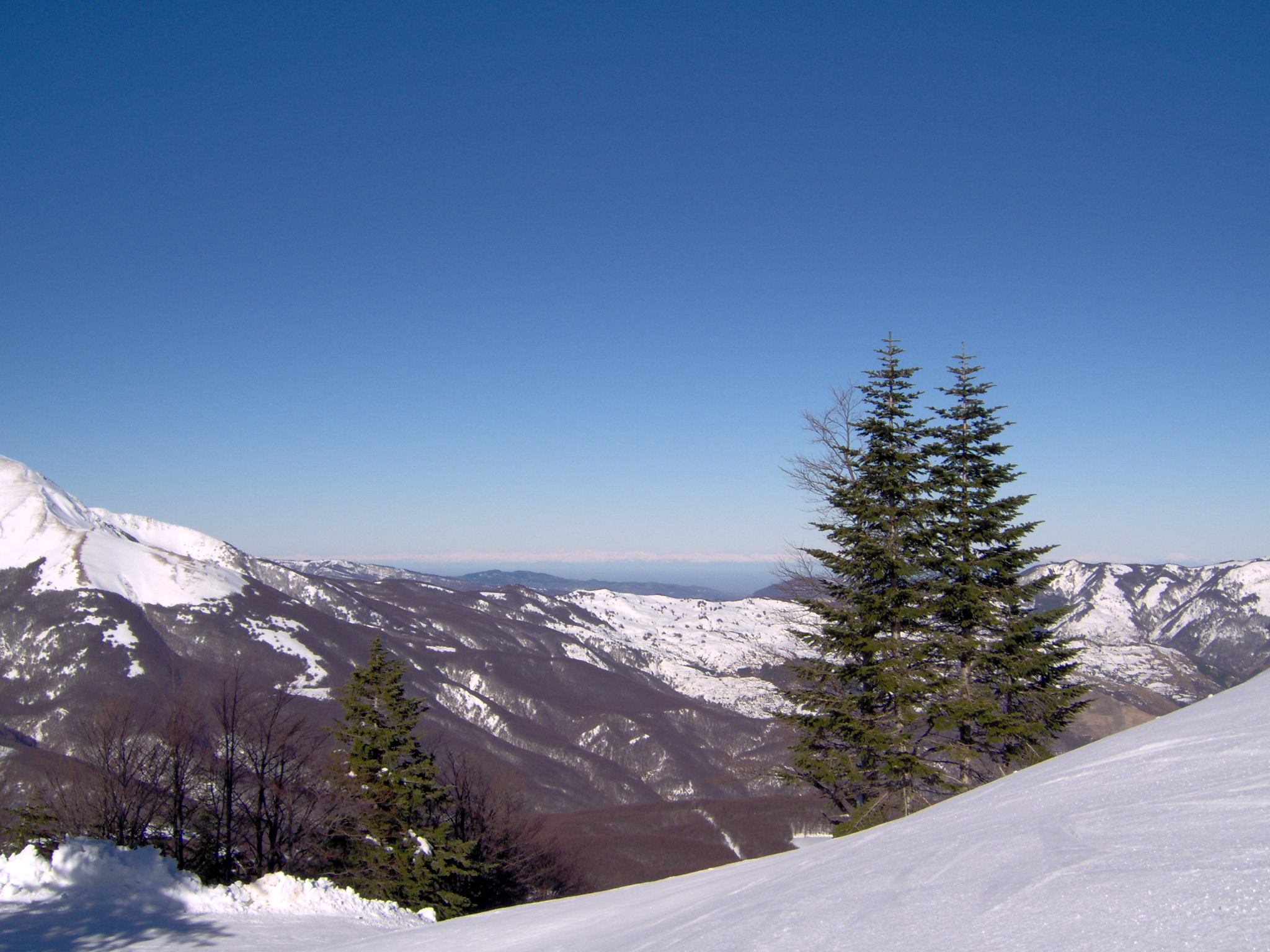
Vista delle Alpi dalle piste di Cerreto Laghi
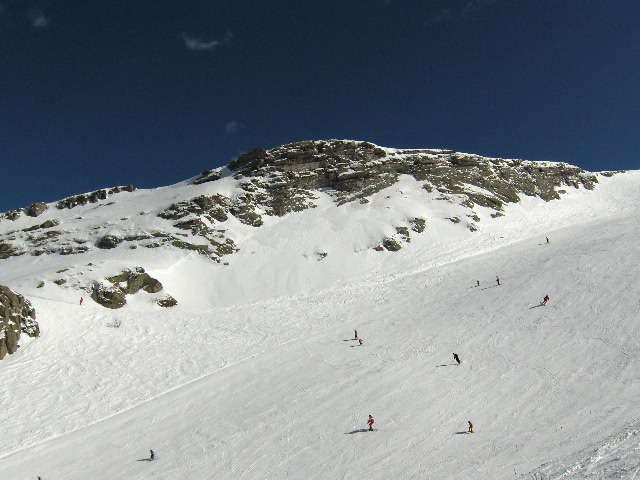
Pista sul monte La Nuda.
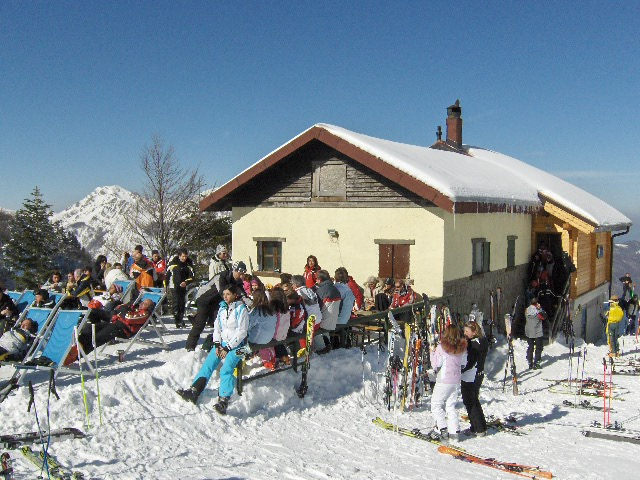
Rifugio ''La Piella'' sul Monte La Nuda
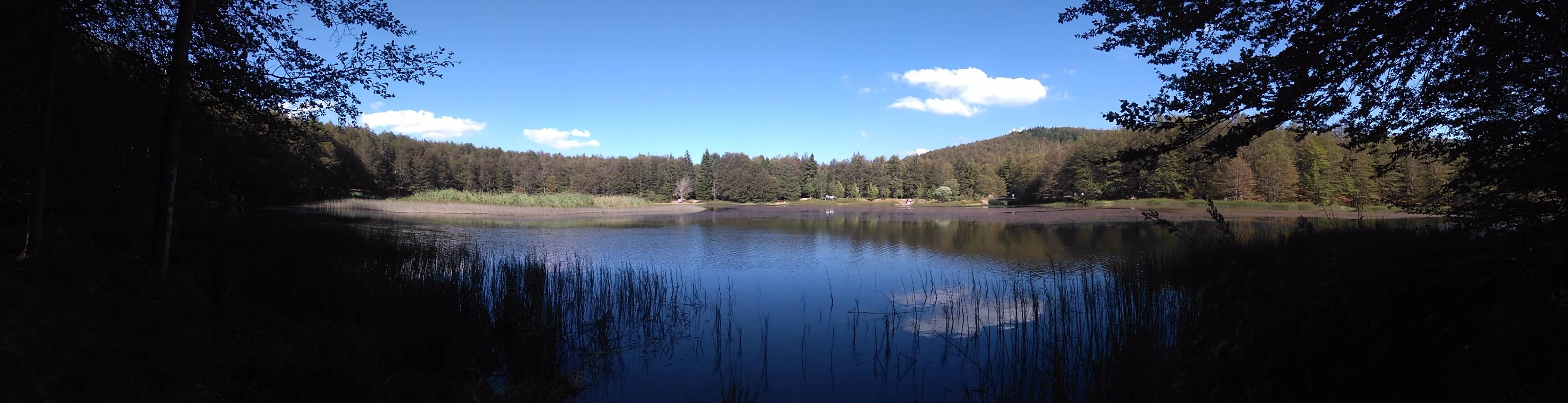
Lago Pranda - Cerreto Laghi